# Cipocereus laniflorus
Cipocereus laniflorus är en kaktusväxtart som beskrevs av Nigel Paul Taylor och Daniela Cristina Zappi. Cipocereus laniflorus ingår i släktet Cipocereus och familjen kaktusväxter. Inga underarter finns listade i Catalogue of Life.